# 野田昇吾
野田 昇吾（のだ しょうご、1993年6月27日 - ）は、福岡県糸島市出身の競艇選手、元プロ野球選手（投手。左投左打）。
妻は声優の佳村はるか。

## 経歴

### アマチュア時代
5歳の時に雷山スポーツ少年団野球部を始め、糸島市立前原中学校時代は硬式の伊都ベースボールクラブに所属していた。なお、3歳の時に野球をやるなら左利きの方が有利との理由で、父親の指導のもと右利きだったのを左利きに矯正した。
鹿児島実業高等学校では、2年生の第92回全国高等学校野球選手権大会・全国大会で救援で2試合に登板、計7回を投げ被安打9、奪三振5、与四死球4、自責点3、防御率3.86の成績だった。11月に開催された第41回明治神宮野球大会では、3試合に先発し、25回1/3を投げ被安打22、奪三振16、与四死球15、自責点6、防御率2.13の成績だった。3年生の第83回選抜高等学校野球大会では、3試合に先発し、計27回を投げ被安打27、奪三振23、与四死球12、自責点6、防御率2.00の成績だった。第93回全国高等学校野球選手権大会は、鹿児島大会の準決勝で敗退した。その後、第9回AAAアジア野球選手権大会の日本代表に選出され、対台湾戦では2番手で5回を投げ無失点だった。この大会ではオールスターメンバーに選ばれた。
高校卒業後は西濃運輸に入社。1年目の第38回社会人野球日本選手権大会では1回戦に3番手で登板し、1/3回を投げ与四死球3、自責点1の成績だった。4年目、第86回都市対抗野球大会の2回戦に3番手で登板し、0/3回を投げ被安打2、与四死球1、自責点1の成績だった。2015年のドラフト後に行われた第41回社会人野球日本選手権大会では2回戦で先発し、5回1/3を投げ被安打6、与四死球1、奪三振3、自責点1の成績だった。
2015年10月12日に行われたプロ野球ドラフト会議で埼玉西武ライオンズから3巡目で指名を受け、契約金6000万円、年俸1200万円（金額は推定）で仮契約を結んだ。背番号は「23」に決まった。なお、入団時の身長167cmは、谷元圭介、石川雅規と並んで現役プロ野球の投手の中では最低身長。

### プロ野球選手時代
2016年6月27日に出場選手登録され、翌28日の対北海道日本ハムファイターズ戦において3点ビハインドの8回裏に3番手でプロ初登板し、1回を投げ被安打1、奪三振3、無失点だった。7月3日の対東北楽天ゴールデンイーグルス戦では同点の5回無死の場面で登板し、2/3回を投げ無失点で初ホールドを記録した。この年は22試合に登板し、4ホールド、防御率3.93の成績だった。オフに本田圭佑、駒月仁人と共に、オーストラリアン・ベースボールリーグのメルボルン・エイシズに加わり、オーストラリアのウィンターリーグに参加した。
2017年は開幕を一軍で迎えた。5月2日の対福岡ソフトバンクホークス戦では4回裏に2番手で登板、5回裏に中村晃に対する肩付近への死球が危険球と見なされ、退場した。9月5日の対千葉ロッテマリーンズ戦では1点リードの7回表二死二塁の場面に2番手で登板、1/3回を投げ同点打を許したが、裏の攻撃でチームが勝ち越したため、プロ初勝利を挙げた。オフ10月28日に怪我で辞退した山岡泰輔の代替選手として第1回アジア プロ野球チャンピオンシップの日本代表に選出された。
2018年は左打者キラーとして自己最多の58試合に登板し、1勝1敗1セーブ19ホールドを記録し、リーグ優勝に貢献。契約更改の場では推定年俸75%以上アップとなる3000万円を提示されるほどの好評価を得たが、野田自身は「個人としては苦しい時の方が多かったかなというシーズンでした」「50試合投げましたが、『投げさせてもらった』という感覚」と自己評価を厳しく持ち、翌年以降のさらなる活躍を誓った。
2019年は同じく左投手の小川龍也が台頭し、自身の不調も重なったことで登板数は23試合に減少。防御率3.66で2ホールドにとどまった。
2020年1月1日、声優の佳村はるかと結婚したことを発表し、「家族ができ、より一層責任感を持ち、今年は一軍で活躍する姿を見せ、僕が支えていきたいと思います」とコメントした。しかし、そのコメントとは裏腹にこの年の一軍登板は自己最少の3試合のみに終わり、二軍でも30試合の登板で1勝1敗1セーブ、防御率5.00という低調な成績に終わった。シーズン後は第17回みやざきフェニックス・リーグに参加していたものの、開催3日目に離脱することになり、11月13日、球団より戦力外通告を受けた。一軍公式戦登板数が少なかったことで、この年より参加したドナルド・マクドナルド・ハウスへの寄付額（詳細後述）が僅かになってしまったため、翌年の登板数を増やして寄付額を増やすことを目標に掲げたばかりであった。現役続行を目指し、12月7日の12球団合同トライアウトに参加。同じ参加者に新庄剛志もおり、これが縁でコメントをもらうこともあった。シートバッティング形式の対戦で3人の打者に対して被安打1、最高球速は138km/hといった内容で「緊張感ある中で、自分の投球はできたと思います。あとは連絡を待つだけです」と話したが、手を挙げる球団はなく、12月14日に現役引退を表明した。

### 競艇選手時代
引退後は千葉県市川市のスーパーマーケット・私のわくわくスーパー鬼高店にて青果販売のアルバイトをしながら131期ボートレーサー試験に特別推薦枠で挑み、2021年7月12日に約30倍の難関を乗り越え合格したことを報告。2021年10月にボートレーサー養成所に入所することが明らかになった。プロ野球選手からボートレーサーへ転身するのは1947年の早瀬薫平（元阪急ブレーブス。阪急時代は早瀬猛）以来、74年ぶり2人目の事例となる。また、妻のはるかが第1子を出産したことも同日に公表している。
2021年10月5日、柳川市にあるボートレーサー養成所に第131期選手養成員として入所。
在所中に競艇選手資格検定にも合格したことで、2022年9月22日に養成所を卒業。埼玉支部所属の競艇選手として登録された（登録番号5259）。師匠は同じ支部の須藤博倫（登録番号3983）。
2022年11月3日、戸田競艇場第1競走でデビュー戦を迎え、4着に入った。
2023年6月9日、かつて在籍した埼玉西武ライオンズの公式戦で始球式を務め、ノーバウンド投球を披露。7月8日、戸田第1競走で競艇選手として初勝利を挙げた。

## 野球選手としての特徴
直球の最速は148km/h。変化球はスライダー、シュートなどを投げる。
サウスポーであるが、本来は右利き。これはプロ野球選手を目指させるうえで、父親が変えさせたものである。

## 人物
生後7か月のときに川崎病を発症するも、適切に早期治療が行われたため後遺症はなかった。この経験から、西武時代のチームメイトの増田達至と中村剛也が2019年より行っている埼玉県立小児医療センター内の家族宿泊施設「さいたまハウス」への寄付に、野田も2020年から参加した。一軍公式戦1登板ごとに5千円を寄付することになっていた。競艇選手転向後も寄付を継続しているかは不明であるが、競艇には関連団体の寄付先として日本財団が存在している。
5年間所属した埼玉西武ライオンズには大きな愛着を示しており、2020年に戦力外通告を受けた際、自身のTwitterを更新し、「ずっと西武ライオンズで野球がしたいと思っていましたが、その夢は叶わず」「やっぱり西武ライオンズが好きなんだよなー！素晴らしい監督、コーチ、裏方さんに大好きな先輩後輩。そして大好きなファン。もう一緒に野球できないのが辛いんだよなー。これが人生か…」と綴った。

## 詳細情報

### 年度別投手成績
| 年 度     | 球 団     | 登 板 | 先 発 | 完 投 | 完 封 | 無 四 球 | 勝 利 | 敗 戦 | セ 丨 ブ | ホ 丨 ル ド | 勝 率 | 打 者 | 投 球 回 | 被 安 打 | 被 本 塁 打 | 与 四 球 | 敬 遠 | 与 死 球 | 奪 三 振 | 暴 投 | ボ 丨 ク | 失 点 | 自 責 点 | 防 御 率 | W H I P |
| --------- | --------- | ----- | ----- | ----- | ----- | -------- | ----- | ----- | -------- | ----------- | ----- | ----- | -------- | -------- | ----------- | -------- | ----- | -------- | -------- | ----- | -------- | ----- | -------- | -------- | ------- |
| 2016      | 西武      | 22    | 0     | 0     | 0     | 0        | 0     | 0     | 0        | 4           | .000  | 80    | 18.1     | 21       | 1           | 5        | 0     | 1        | 15       | 0     | 0        | 8     | 8        | 3.93     | 1.42    |
| 2017      | 西武      | 38    | 0     | 0     | 0     | 0        | 1     | 0     | 0        | 1           | 1.000 | 143   | 36.1     | 21       | 1           | 15       | 0     | 1        | 26       | 2     | 2        | 8     | 8        | 1.98     | 0.99    |
| 2018      | 西武      | 58    | 0     | 0     | 0     | 0        | 1     | 1     | 1        | 19          | .500  | 181   | 41.0     | 36       | 7           | 24       | 0     | 4        | 40       | 2     | 0        | 17    | 16       | 3.51     | 1.46    |
| 2019      | 西武      | 23    | 0     | 0     | 0     | 0        | 2     | 0     | 0        | 2           | 1.000 | 84    | 19.2     | 14       | 1           | 9        | 0     | 3        | 10       | 0     | 0        | 8     | 8        | 3.66     | 1.17    |
| 2020      | 西武      | 3     | 0     | 0     | 0     | 0        | 0     | 0     | 0        | 0           | ----  | 6     | 1.0      | 2        | 0           | 1        | 0     | 0        | 1        | 0     | 0        | 0     | 0        | 0.00     | 3.00    |
| 通算：5年 | 通算：5年 | 144   | 0     | 0     | 0     | 0        | 4     | 1     | 1        | 26          | .800  | 494   | 116.1    | 94       | 10          | 54       | 0     | 9        | 92       | 4     | 2        | 41    | 40       | 3.09     | 1.27    |

### 年度別守備成績
| 年 度 | 球 団 | 投手  | 投手  | 投手  | 投手  | 投手  | 投手     |
| 年 度 | 球 団 | 試 合 | 刺 殺 | 補 殺 | 失 策 | 併 殺 | 守 備 率 |
| ----- | ----- | ----- | ----- | ----- | ----- | ----- | -------- |
| 2016  | 西武  | 22    | 0     | 2     | 0     | 1     | 1.000    |
| 2017  | 西武  | 38    | 3     | 10    | 0     | 2     | 1.000    |
| 2018  | 西武  | 58    | 2     | 6     | 1     | 1     | .889     |
| 2019  | 西武  | 23    | 1     | 5     | 0     | 0     | 1.000    |
| 2020  | 西武  | 3     | 0     | 0     | 0     | 0     | ---      |
| 通算  | 通算  | 144   | 6     | 23    | 1     | 4     | .967     |

### 記録
初記録
- 初登板：2016年6月28日、対北海道日本ハムファイターズ13回戦（札幌ドーム）、8回裏に3番手で救援登板、1回無失点
- 初奪三振：同上、8回裏に田中賢介から空振り三振
- 初ホールド：2016年7月3日、対東北楽天ゴールデンイーグルス14回戦（楽天koboスタジアム宮城）、5回裏に2番手で救援登板、2/3回無失点
- 初勝利：2017年9月5日、対千葉ロッテマリーンズ20回戦（メットライフドーム）、7回表に2番手で救援登板、1/3回無失点
- 初セーブ：2018年7月8日、対東北楽天ゴールデンイーグルス14回戦（楽天生命パーク宮城）、11回裏に4番手で救援登板、1/3回無失点

### 背番号
- 23（2016年 - 2020年）

### 代表歴
- 2017 アジア プロ野球チャンピオンシップ 日本代表